# Toni Wine
Toni Wine (ur. 4 czerwca 1947 w Washington Heights) – amerykańska kompozytorka i piosenkarka, znana ze współpracy z Carole Bayer Sager, w tym z przeboju „A Groovy Kind of Love”.

## Życiorys i kariera muzyczna
Toni Wine urodziła się 4 czerwca 1947 roku w Washington Heights. Od wczesnych interesowała się muzyką. Gdy miała cztery lata wysłuchała koncert Gershwina na nowojorskim Lewisohn Stadium. Zaczęła się uczyć gry na fortepianie po tym, jak jej rodzina kupiła go dla starszego brata, a ten nie chciał na nim grać. Uczęszczała do szkoły podstawowej w rodzinnym mieście. W wieku 7 lat rozpoczęła naukę w Juilliard School of Music, kontynuując ją do 14. roku życia. Ukończyła szkołę w specjalności: fortepian klasyczny i jazzowy, teoria i kontrapunkt. Edukację kontynuowała w Music and Art High School. Od 14 roku życia tworzyła nagrania demo. W wieku 16 lat została najmłodszym członkiem zespołu kompozytorskiego w wytwórni Colpix Records. Jej pierwszą skomponowaną piosenką była „Only To Other People”, którą nagrał zespół The Cookies dla wytwórni Dimension Records w 1963 roku. Natomiast pierwszą piosenką, która Wine skomponowała, wykonała i nagrała, była „My Boyfriend's Coming Home For Christmas” (1963) również z 1963 roku. Jako kompozytorka osiągnęła sukces po nawiązaniu współpracy z Carole Bayer Sager. W 1965 roku wspólnie napisały piosenkę „A Groovy Kind of Love” wykorzystując jako motyw rondo sonatiny G-dur Muzia Clementiego. Jak wspominała Wine w jednym z wywiadów, pomysł przyszedł im do głowy spontanicznie, a piosenka powstała w ciągu 20 minut. Piosenka stała się przebojem w wykonaniu zespołu The Mindbenders. W 1966 roku doszła do 2. miejsca zarówno na brytyjskiej jak i amerykańskiej liście przebojów. W tym czasie Wine nagrywała również jako solistka, wydając kilka singli w wytwórni Colpix. Pod koniec lat 60. nagrała z Tonym Orlando przebój „Candida”. W 1969 roku dołączyła do Rona Dante, Elliego Greenwicha i Andy'ego Kima, aby nagrywać jako fikcyjna grupa komiksowa The Archies. Zaśpiewała przebojowy „Sugar, Sugar”; Po nagraniu kilku solowych singli w stylu bubblegum we wczesnych latach 70. poślubiła znanego producenta Chipsa Momana i przeniosła się do Memphis, gdzie nagrywała dla wytwórni Atco i Monument. Była również aktywna jako pisarka i wokalistka sesyjna.